# Alpedrinha
Alpedrinha es una freguesia portuguesa del concelho de Fundão, con 18,22 km² de superficie y 1.184 habitantes (2001). Su densidad de población es de 65,0 hab/km².